# Holly Near
Holly Near, född 6 juni 1949 i Ukiah, Kalifornien, är en amerikansk sångerska och låtskrivare.
Nears musikkarriär var redan från början kopplat till politiskt medvetande, då anslöt sig till Free the Army-turnén som var en del av protesterna mot Vietnamkriget. Detta ledde hennes intressen in på andra politiska rörelser, som feminismen, homorörelsen, kärnvapennedrustning och internationell fred. År 1973 startade hon sitt eget skivbolag, Redwood Records, på vilket hon utgav sina inspelningar.

## Diskografi i urval
- Hang in There (1973)
- You Can Know All I Am (1976)
- Imagine My Surprise (1978) (med Meg Christian)
- Fire in the Rain (1981)
- Speed of Light (1982)
- Journeyss (1983)
- Lifeline (1983) (med Ronnie Gilbert)